# Steven Hallworth
Steven Hallworth (* 1. Dezember 1995 in Skellingthorpe, Lincolnshire) ist ein englischer Snookerspieler. 2014 und erneut 2020 qualifizierte er sich für die Profitour.

## Karriere

### Jugend und erste Profibestrebungen
Steven Hallworth wurde schon als Fünfjähriger mit dem Queue vertraut gemacht und konnte als Jugendlicher einige Erfolge vorweisen. Unter anderem stand er in der Finalrunde eines von Ronnie O’Sullivan geförderten Nachwuchsturniers (Riley’s Future Stars) und gewann als regionaler U-17-Meister ein Match gegen Mark Selby.
Erstmals dem Profisnooker näherte er sich durch seine Teilnahme an der für Amateure offenen Players Tour Championship. Beim ersten Turnier der Saison 2011/12 in Sheffield schied er aber ohne Framegewinn aus. Im Jahr darauf gewann er bei zwei Turnieren immerhin jeweils das erste Qualifikationsmatch. Daraufhin versuchte er im Mai 2013 die Qualifikation für die Profitour über die Q School, kam dabei aber nicht sehr weit.
Beim Paul Hunter Classic 2013 schaffte er erstmals die Qualifikation für das Hauptturnier und auch bei den Antwerp Open 2013 kam er unter die letzten 128. Beim parallel dazu stattfindenden Amateurscup qualifizierte er sich außerdem für die Play-offs der EBSA Qualifying Tour. Mit Siegen über Martin Ball und Mitchell Travis sicherte er sich dort die Teilnahme an der Profi-Main-Tour in den folgenden beiden Spielzeiten.
Sein erstes Profispiel in der Saison 2014/15 musste er gegen den Weltranglistendritten Neil Robertson bestreiten, aber bereits im zweiten Spiel gegen Zak Surety in der Qualifikation für die Australian Goldfields Open konnte er seinen ersten Sieg gegen einen Profispieler feiern. Zwei weitere Siege beim Shanghai Masters folgten, für die Qualifikation für das jeweilige Hauptturnier reichte es jedoch nicht. Danach gewann er in dieser Spielzeit nur noch ein PTC-Match.
Im zweiten Jahr gelang ihm beim German Masters erstmals die Qualifikation für das Hauptturnier. Allerdings musste er in Berlin in der Runde der letzten 32 gegen den Weltranglistenersten Mark Selby antreten und war chancenlos. Da ihm sonst in der Saison nur noch zwei Siege bei kleineren Turnieren gelangen, kam er nie über Platz 91 der Weltrangliste hinaus und verlor seinen Profistatus wieder.

### Amateurjahre und zweiter Anlauf als Profi
Hallworth versuchte die sofortige Wiederqualifikation über die Q School und erreichte beim zweiten Turnier sein Gruppenfinale, verlor es aber gegen Craig Steadman. Immerhin durfte er damit in der Saison 2016/17 als Nachrücker bei Qualifikationsrunden mit freien Plätzen teilnehmen. Beim Indian Open 2016 nutzte er seine Chance und zog nach dem Qualifikationssieg zum zweiten Mal, diesmal als Amateur, in eine Turnierhauptrunde ein, wo er knapp mit 3:4 gegen den Weltranglistenzweiten Stuart Bingham verlor. Beim Snooker Shoot-Out, dem Sonderformat mit 1-Frame-Matches auf Zeit, erreichte er dann erstmals das Viertelfinale eines Main-Tour-Turniers. Abschließend erreichte er auch noch beim Gibraltar Open die zweite Hauptrunde und qualifizierte sich damit für die EBSA Amateur Play Offs, bei denen es um einen Tourplatz ging. Er gewann zwar sein erstes Spiel, aber das Entscheidungsspiel verlor er mit 1:4 gegen Gerard Greene. Nach den zwei verpassten Chancen verlief die nächste Saison enttäuschend. In der Q School scheiterte er jeweils früh und die Auftaktniederlage beim Gibraltar Open 2018 kostete ihn die Teilnahme an den Amateur Play Offs.
In der Saison 2018/19 wurde dann die Challenge Tour neu eingeführt. Nachdem er bei der Q School erneut die entscheidenden Runden verpasst hatte, nahm er an der neuen Turnierserie teil. Ein Halb- und vier Viertelfinale brachte ihn zwar immerhin auf Platz 6 der Tourwertung, aber nur die ersten beiden bekamen eine Tourcard für die Profitour. In diesem Spieljahr wurde er auch erneut zum Shoot-Out eingeladen und er kam diesmal bis ins Achtelfinale, nachdem er unter anderem Tom Ford und Gary Wilson geschlagen hatte. Danach folgte wieder ein enttäuschendes Jahr mit frühem Aus in der Q School und deutlich schlechteren Ergebnissen in der Challenge Tour. Erst in der Q School 2020 erfüllte sich nach vier Amateurjahren die Rückkehr in das Profisnooker. Bis zum dritten Turnier musste er warten, bis er es ins Entscheidungsspiel gegen Alfie Burden schaffte. Er siegte mit 4:2 und sicherte sich zwei weitere Jahre auf der World Snooker Tour.
In die Saison 2020/21, die im Schatten der COVID-19-Pandemie stand, startete er mit zwei Siegen aus drei Partien in der Championship League. Bei den English Open besiegte er mit Martin Gould und Yan Bingtao zwei Topspieler und erreichte Runde 3. In der WST Pro Series gewann er immerhin 4 der 7 Gruppenspiele. Daneben gab es aber auch viele Auftaktniederlagen. Der Saisonabschluss bei der Weltmeisterschaft war noch einmal erfolgreich. Mit drei Siegen schaffte er es bis in die letzte Qualifikationsrunde. Das Spiel gegen Gary Wilson um den Einzug in die WM-Endrunde im Crucible Theatre verlor er aber klar mit 3:10. Mit Platz 69 in der Weltrangliste hatte er danach aber eine gute Ausgangsposition für sein zweites Jahr.
Die Saison 2021/22 verlief ebenfalls nicht allzu schlecht. Hallworth schied zwar häufig früh aus, konnte aber auch die Runde der letzten 32 der English Open und das Achtelfinale des Snooker Shoot-Outs erreichen. Trotzdem wurde er am Ende der Saison nur auf Platz 76 geführt, wodurch er seinen Profistatus wieder verlor. Zwar versuchte der Engländer direkt, sich über die Q School wieder zu qualifizieren und hatte dabei sogar einigen Erfolg, doch im zweiten Event unterlag er im entscheidenden Spiel mit 3:4 Sanderson Lam. Eine direkte Rückkehr verpasste er so, als Drittplatzierter der Q School Order of Merit durfte er während der Saison 2022/23 dennoch an einigen Turnieren teilnehmen und erreichte unter anderem das Achtelfinale der British Open. Auch für die darauffolgende Saison konnte er sich über die Q School nicht qualifizieren. Als Nachrücker zog er jedoch beim Shoot-Out ins Halbfinale ein.
Auf Amateurebene nahm Hallworth an der WPBSA Q Tour teil und verlor sowohl 2023 gegen Florian Nüßle als auch 2024 gegen Amir Sarkhosh jeweils im Halbfinale der Play-offs. Darüber hinaus nahm er an der englischen Meisterschaft teil, bei der er 2024 mit einem 6:4-Sieg über Callum Downing seinen ersten nationalen Titel gewinnen konnte.

## Erfolge
Ranglistenturniere
- Halbfinale: Snooker Shoot-Out (2023/2)
- Viertelfinale: Snooker Shoot-Out (2017)
- Achtelfinale: British Open (2022), Snooker Shoot-Out (2019, 2022)

Qualifikation
- EBSA Qualifying Tour (2013/14)
- Q School (2020 – Turnier 3)

Amateurturniere
- Sieg: English Amateur Championship (2024)